# فرودگاه خانتی-مانسییسک

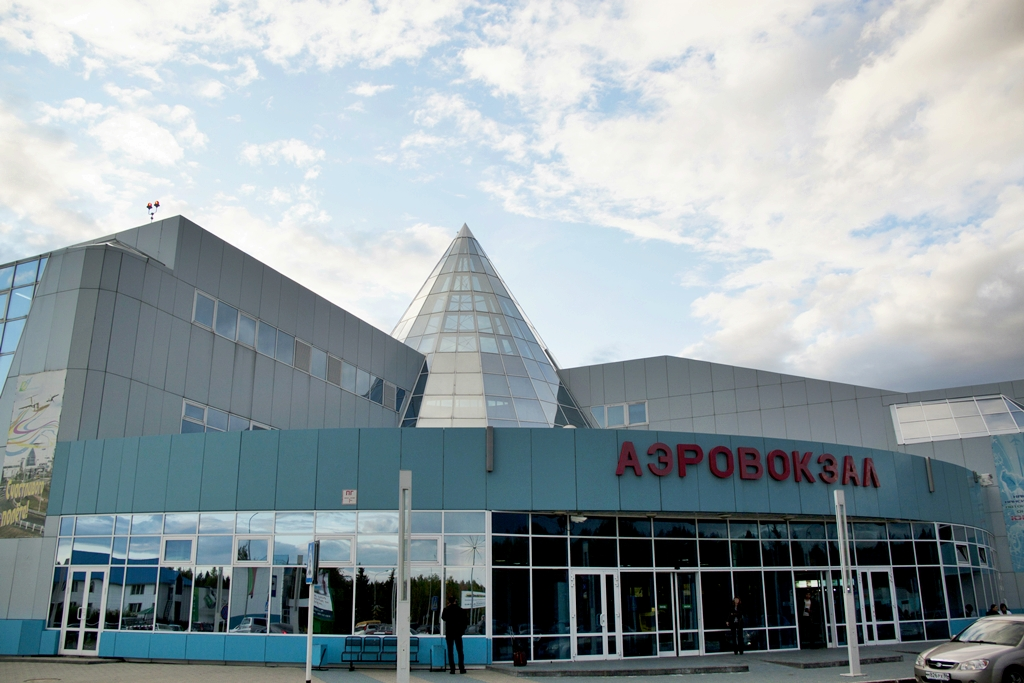
فرودگاه خانتی-مانسییسک

فرودگاه خانتی-مانسییسک فرودگاهی عمومی واقع در شهر خانتی-مانسییسک و در کشور روسیه است.

## شرکت‌های هواپیمایی و مقصدهای پروازی
| شرکت‌های هواپیمایی | مقصدهای پروازی                                                    |
| ----------------- | ----------------------------------------------------------------- |
| آئروفلوت          | شرمتیوو (آغاز از ۱ ژوئن ۲۰۱۷)                                     |
| Turukhan Airlines | Beloyarsky، Beryozovo، Igrim، رسچینو                              |
| KrasAvia          | فصلی: اوفا                                                        |
| Orenburzhye       | Beloyarsk، نیژنوارتوفسک، تسنترالنی، رسچینو، کولتسوو               |
| یوتی‌ایر اوییشن    | Beloyarsk، ونوکووا، نیژنوارتوفسک، تولمچوا، رسچینو، اورای، کولتسوو |
| UVT Aero          | بولشویه ساوینو, سالخارد                                           |
| یامال ایرلاینز    | اوفا                                                              |